# 에선

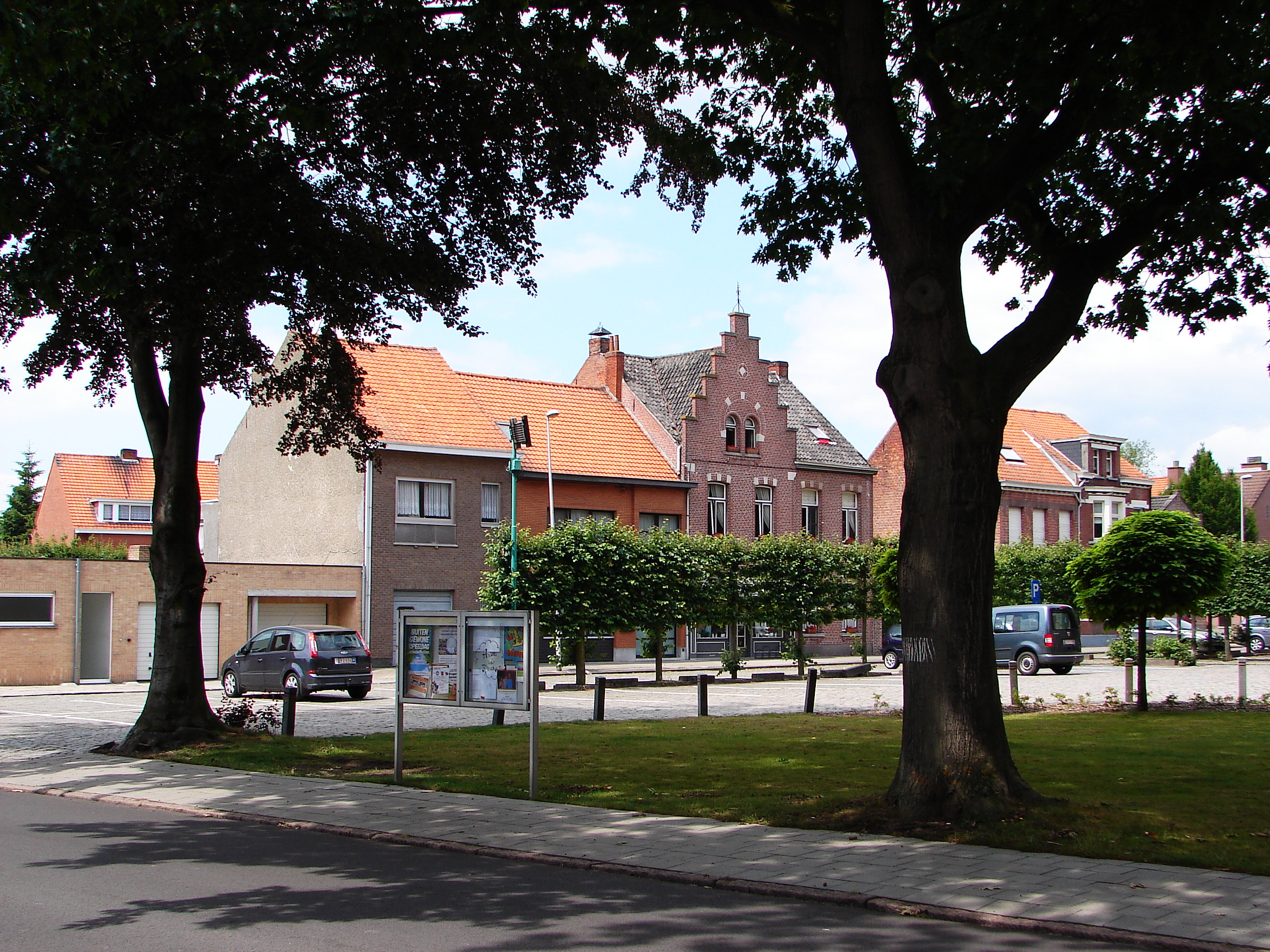
에선

에선(네덜란드어: Essen)은 벨기에 플란데런 지역 안트베르펜주에 위치한 도시로 면적은 47.48km2, 인구는 18,075명(2013년 1월 1일 기준), 인구 밀도는 380명/km2이다.

시기
시 문장